# Тромс
Тромс е фюлке (област) в Норвегия. Населението е 155 061 жители (2008 г.), а има площ от 25 877 кв. км. Намира се в часова зона UTC+1, а лятното часово време е по UTC+2. Административен център е град Тромсьо. В религиозно отношение/или липса на такова жителите са: 88,80% християни, 10,61% други/атеисти, и 0,59% други религиозни.